# William Grove

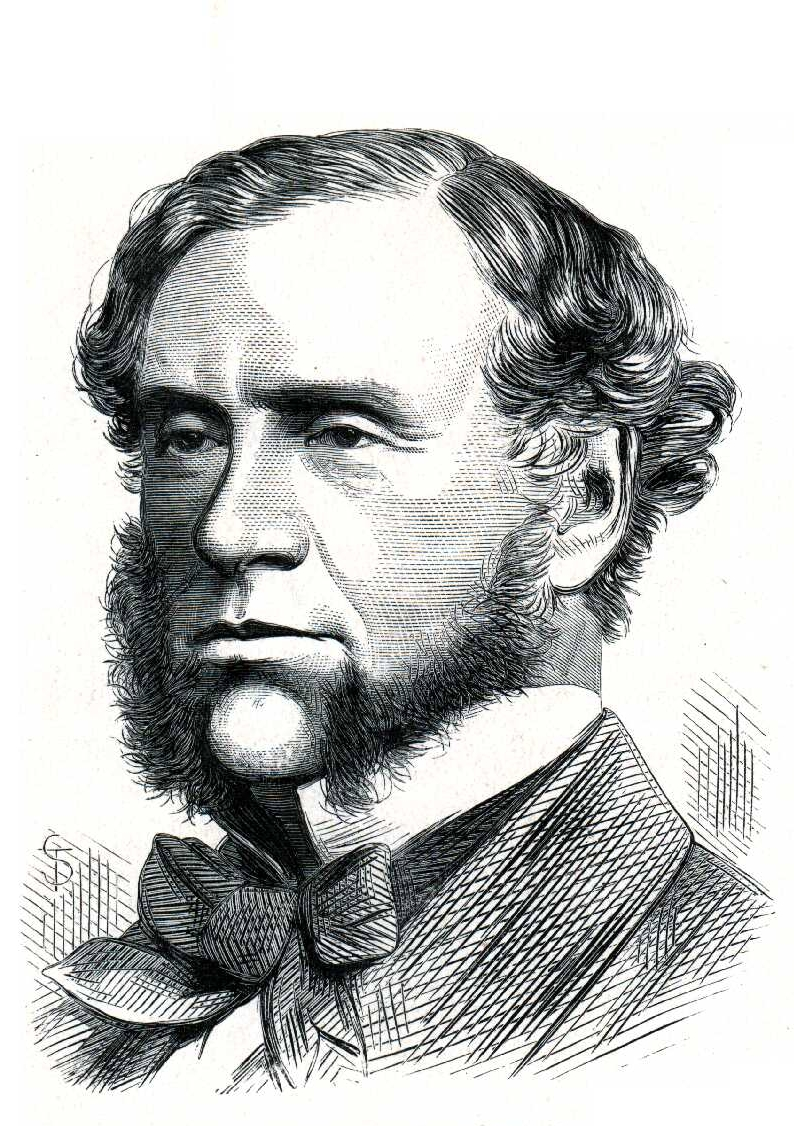
William Robert Grove

William Robert Grove (ur. 11 lipca 1811 w Swansea w Walii, zm. 1 sierpnia 1896 r.) – brytyjski chemik i wynalazca.
Początkowo kształcony przez prywatnych nauczycieli, następnie uczył się w Brasenose College w Oksfordzie. W 1832 roku obronił dyplom. Studiował również prawo w Lincoln’s Inn.
William Grove skonstruował pierwsze ogniwo paliwowe, które produkowało energię elektryczną z reakcji łączenia wodoru i tlenu.
Grove skonstruował również baterię używając do tego elektrod: cynkowej i platynowej. Elektrody te były zanurzone w roztworach kwasu.